# Элефтерос типос
«Элефтерос типос» (греч. Ελεύθερος Τύπος — «Свободная печать») — греческая ежедневная газета, печатается в Афинах.

## История
Основана в 1983 году издательским фондом Лилианы Вудури. В 1980-х годах, следуя консервативной и либеральной позиции, газета соревновалась на первые позиции среди самых популярных по продажам в Греции печатных изданий. На современном этапе находится под влиянием левоцентристских сил, критикуется за проевропейскую настроенность во внешней политике, а также поддержку либеральных реформ в греческой экономике.
В 2006 году газету приобрел греческий бизнесмен Теодорос Ангелопулос, муж Яны Ангелопулу-Даскалаки, греческой женщины-политика, известной тем, что она была президентом Олимпийского организационного комитета накануне Олимпиады 2004 года в Афинах.
22 июня 2009 года общим собранием акционеров принято решение о прекращении деятельности свободной Ελεύθερος Τύπος и Radio City SA. Решение вызвало 24-часовую забастовку представителей ряда греческих СМИ. 22 июня 2009 газета полностью прекратила свою работу.
Права на название газеты получила издательская группа DBAS. Первый выпуск новой «Элефтерос типос» вышел в печать 9 ноября 2009 года.